# Signochrysa rizali
Signochrysa rizali is een insect uit de familie van de gaasvliegen (Chrysopidae), die tot de orde netvleugeligen (Neuroptera) behoort. 
Signochrysa rizali is voor het eerst wetenschappelijk beschreven door Banks in 1924.